# کلمبو
کلمبو (به سینهالی:
به تامیل: கொழும்பு) بزرگترین شهر سری لانکا، دومین شهر مهم آن و پایتخت تجاری این کشور است.

## پیشینه
کلمبو از بیش از ۲۰۰۰ سال پیش به عنوان یک بندر طبیعی، در نزد تاجران رومی، مردم عرب و چینی شناخته شده بود.
ابن بطوطه، جهانگرد معروف، در قرن چهاردهم از جزیره سری لانکا دیدن کرده بود که با نام کلانپو از این بندر یاد کرده‌است.
جهانگردان پرتغالی در قرن شانزدهم میلادی پا به جزیره سری لانکا گذاشتند و نیروهای هلندی در قرن هفدهم و نیروهای بریتانیایی در اواخر قرن هجدهم کلمبو را تسخیر کردند.

## نام
نام «کلمبو»، نخستین بار در سال ۱۵۰۵ میلادی توسط پرتغال مطرح شد. باور بر این است که کلمبو از نام سنتی سینهالی کولون توته (Kolon thota) به معنی درگاه رود کلانی ریشه گرفته‌است. همچنین به نظر می‌رسد که این واژه از نام سینهالی کولا-آمبا-توته (Kola-amba-thota) به معنی «بندری از درختان پربرگ انبه» باشد.

## جغرافیا
این شهر در کرانهٔ غربی جزیره و نزدیک شهر سری جایاواردنپورا کوته، پایتخت سیاسی سری لانکا جای دارد. کلمبو شهری شلوغ و پرجنب و جوش با آمیزه‌ای از زندگی مدرن و بناها و ویرانه‌های استعماری است.
جمعیت کلمبو بر اساس آمار سال ۲۰۰۱، برابر با ۶۴۲٬۱۶۳ نفر و با احتساب حومه ۲٬۲۳۴٬۰۰۰ نفر بوده‌است.

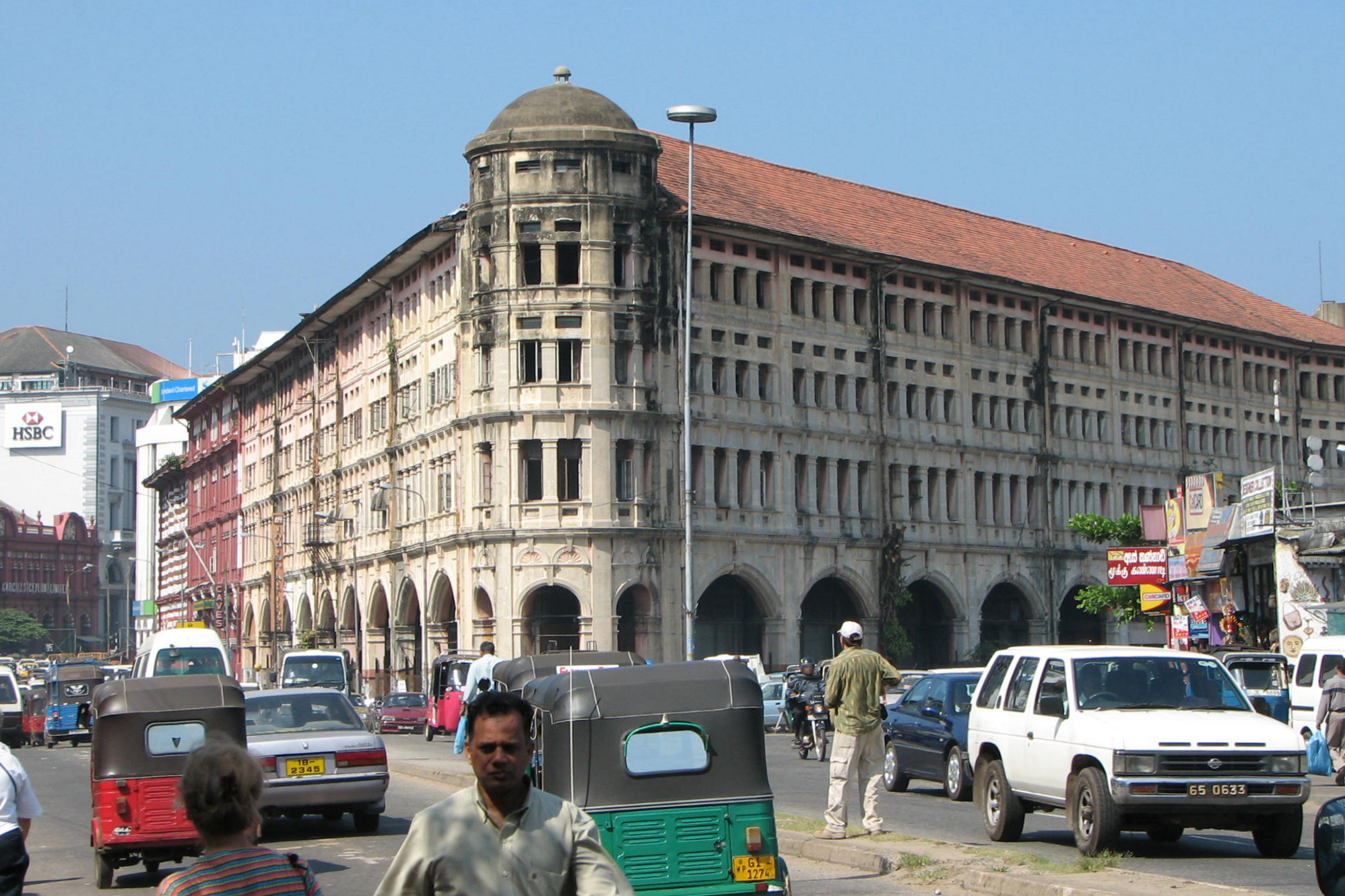
خیابانی در کلمبو

## جمعیت‌شناسی
کلمبو شهری چندقومی و چندفرهنگی است. جمعیت کلمبو مخلوطی از چندین گروه نژادی است که عمدتاً سینهالی‌ها، مورها و تامیل‌ها را شامل می‌شود. همچنین اجتماعات کوچکی از تبار چینی‌ها، پرتغالی‌ها، هلندی‌ها، مالایی‌ها و هندی‌ها علاوه بر تعداد زیادی از مهاجران اروپایی نیز در این شهر می‌زیند.
کلمبو با جمعیتی بیش از ۶۴۲٬۱۶۳ نفر (بدون حومه) پرجمعیت‌ترین شهر در سری لانکا است.

## نگارخانه

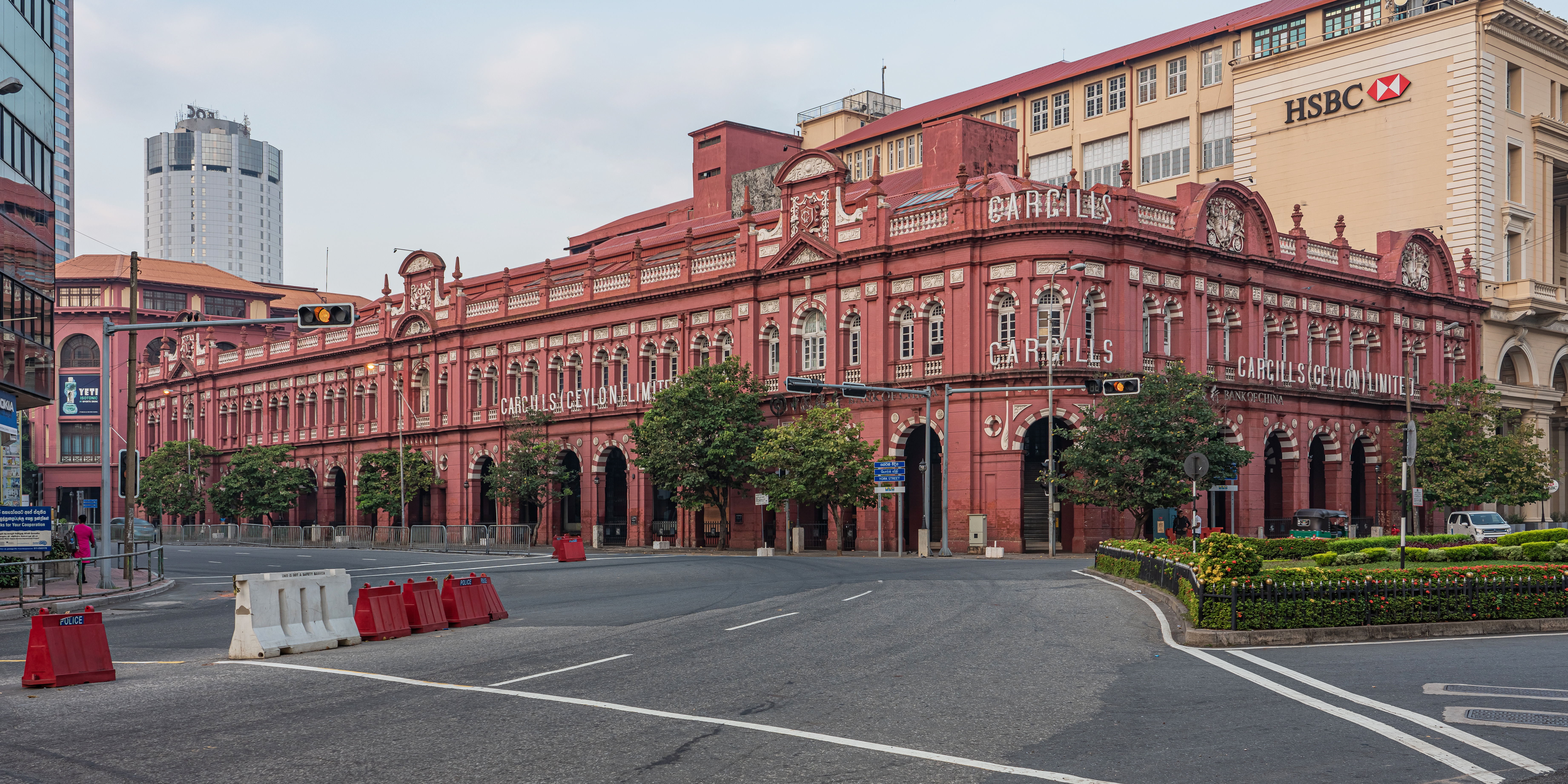
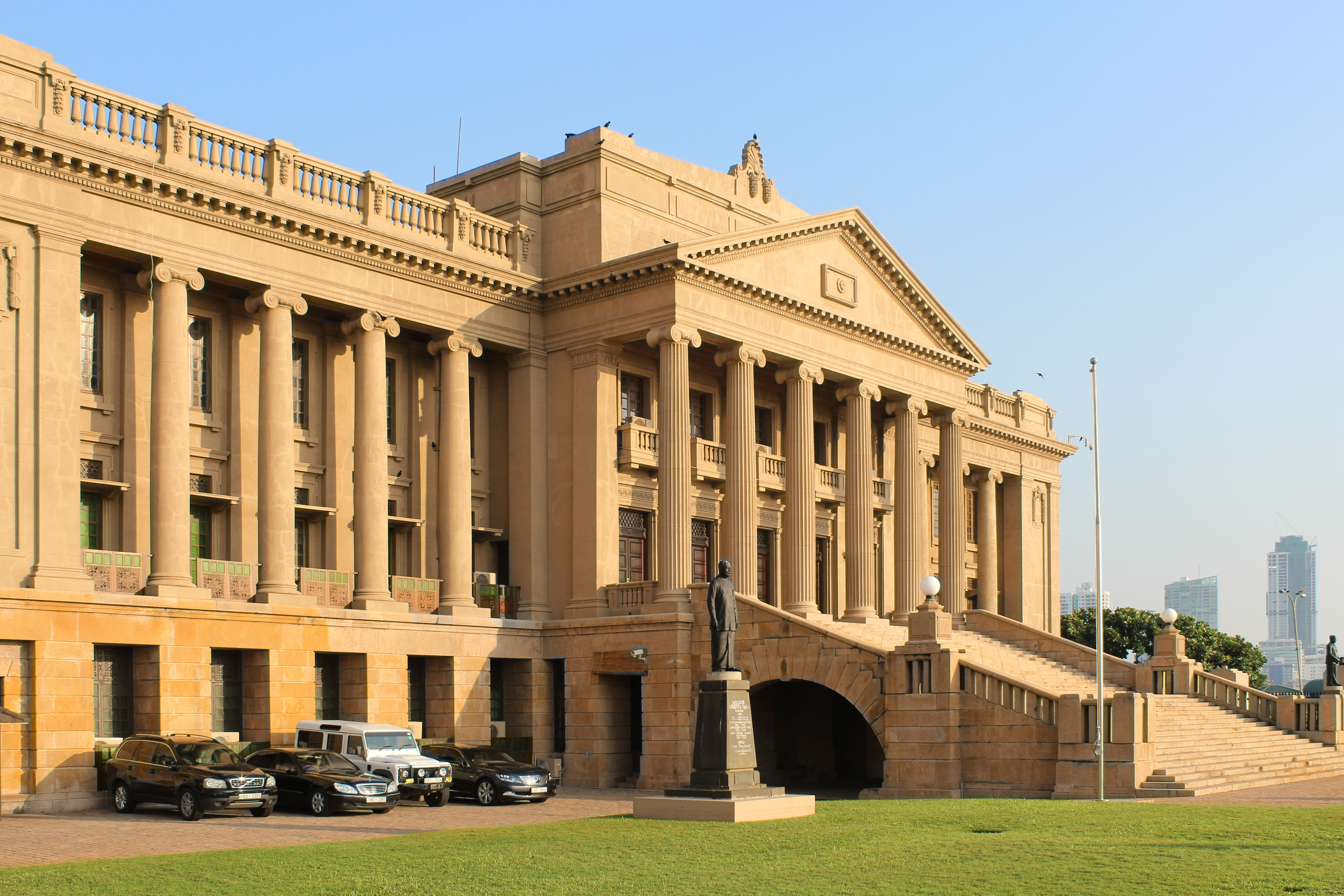
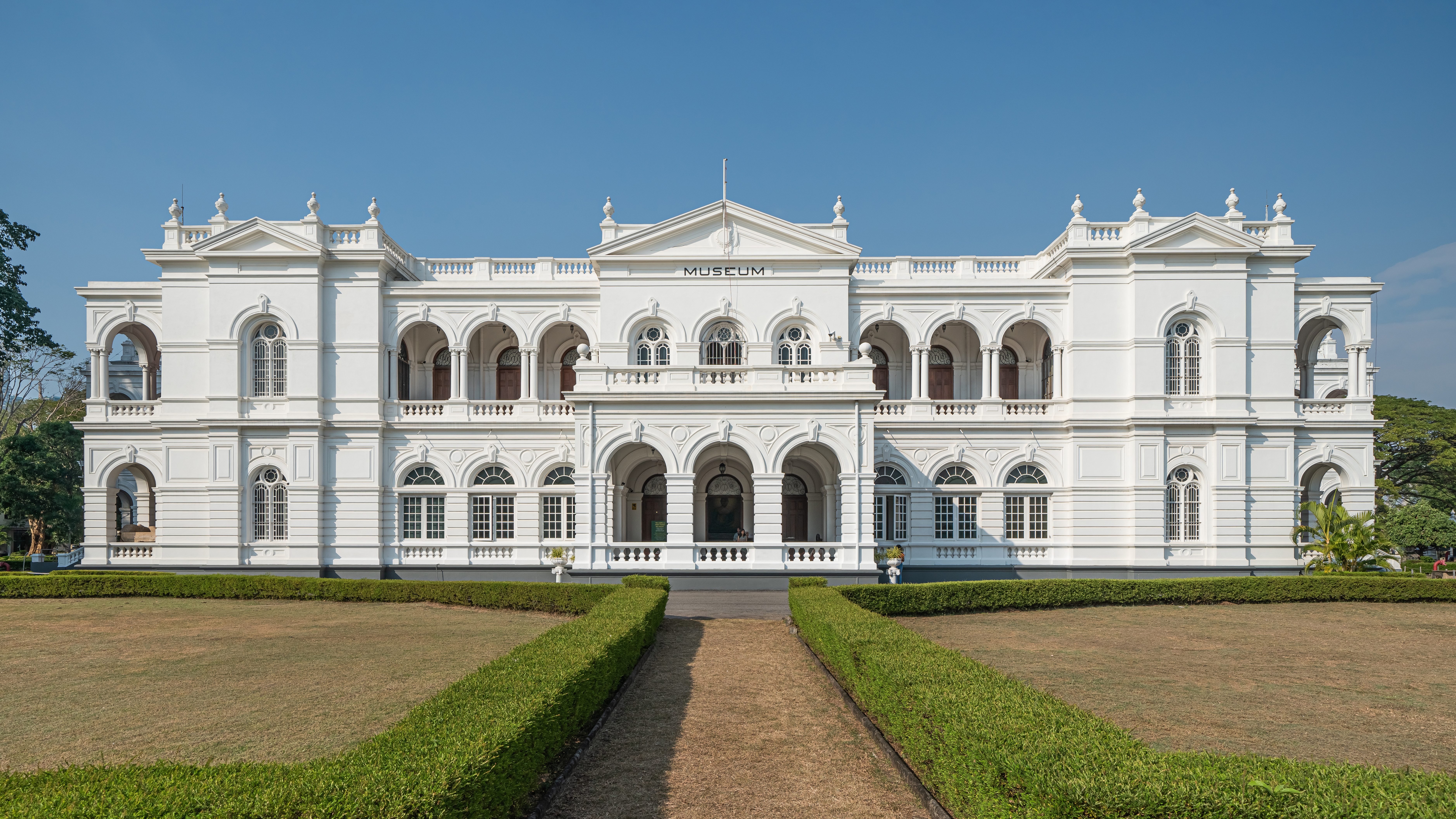